# Listă de actrițe chineze
Aceasta este o listă de actrițe chineze:

Cuprins: Început - 0–9 A B C D E F G H I J K L M N O P Q R S T U V W X Y Z

## A
- Aliya
- An Yuexi
- Angelababy

## B
- Bai Lu

## C
- Chen Duling
- Chen Hao
- Chen Hong
- Joan Chen
- Chen Sisi
- Chen Xiaoxu
- Chen Yumei
- Chen Yunshang
- Chen Yuqi
- Cheng Xiao
- Ching Li

## D
- Deng Jie
- Dilraba Dilmurat
- Dong Jie

## F
- Fan Bingbing
- Fan Ruijuan

## G
- Gao Xiumin
- Gao Yuanyuan
- Gong Beibi
- Gong Li
- Gu Yuezhen
- Guan Xiaotong
- Gulnazar

## H
- He Meitian
- He Saifei
- Huang Lu
- Huang Shengyi
- Huang Yi

## J
- Jiang Qinqin
- Jiang Shuying
- Jiang Wenli
- Jiang Xin
- Jing Tian
- Ju Jingyi

## L
- Li Bingbing
- Li Landi
- Li Lingyu
- Li Man
- Li Qian
- Li Xiaolu
- Ling Tai
- Leanne Liu
- Liu Shishi
- Liu Tao
- Liu Xiaoqing
- Liu Yan
- Liu Yifei
- Luo Yan
- Lu Yuxiao

## M
- Mao Xiaotong
- Meng Meiqi

## N
- Ni Ni
- Ning Jing

## O
- Ouyang Nana

## P
- Pan Hong

## Q
- Qu Ying

## R
- Ren Yexiang
- Ruan Lingyu

## S
- Shangguan Yunzhu
- Shen Yue
- Siqin Gaowa
- Song Dandan
- Sun Feifei
- Sun Li

## T
- Tan Songyun
- Tiffany Tang
- Tang Wei
- Tian Yuan
- Tong Liya

## W
- Daisy Waite
- Wan Peng
- Wang Renmei
- Wang Yan
- Janice Wu
- Wu Yin

## X
- Xing Fei
- Xu Jiao
- Xu Jinglei

## Y
- Yan Huizhu
- Yang Mi
- Yang Naimei
- Yang Zi
- Ye Qing
- Julie Yeh
- Yu Nan
- Yu Shuxin
- Yuan Li
- Yuan Quan
- Yuan Shanshan

## Z
- Zhang Jingchu
- Zhang Xiaofei
- Zhang Yuqi
- Zhang Yuxi
- Zhang Zifeng
- Zhang Ziyi
- Zhao Lusi
- Zhao Liying
- Zhao Tao
- Zhao Wei
- Zanilia Zhao
- Zheng Shuang
- Betty Zhou
- Zhou Xuan
- Zhou Xun
- Zhou Ye